# Іслуґа
Іслуґа (ісп. Isluga) — стратовулкан, розташований в чилійському регіоні Аріка-і-Парінакота за 7 км від кордону з Болівією на території Національного парку Іслуґа. Іслуґа є частиною невеликого вулканічного комплексу, що також містить вулкани Кабарай і Тата-Сабая.
Висота гори — 5550 м, на її вершині знаходиться кратер близько 400 м завширшки.
Під час виверження 1878 року потоки лави з цього вулкану зруйнували кілька найближчих поселень.